# Stansted F.C.
Stansted Football Club là một câu lạc bộ bóng đá Anh đến từ Stansted Mountfitchet, Essex. Hiện tại đội bóng đang thi đấu ở Essex Senior League trên sân nhà Hargrave Park.

## Lịch sử
Có tài liệu tham khảo cho thấy rằng câu lạc bộ tồn tại từ năm 1892, nhưng ngày thành lập được xác định khi câu lạc bộ chuyển đến sân Green Meadow. Đội bóng vô địch Stansted & District Challenge Cup năm 1914 và 1922, ở thập niên 1930 họ thi đấu ở East Herts League, vô địch ở mùa giải 1934–35. Năm 1937 đội bóng chuyển đến Hargrave Park. Sau Thế chiến thứ II, họ được chấp thuận gia nhập Herts Senior County League, vào Premier Division năm 1956. Đội bóng bị xuống hạng Division One sau khi đứng cuối bảng ở mùa giải 1964–65, thi đấu cho đến khi trở thành đội bóng sáng lập giải đấu Essex Senior League năm 1971.
Mùa giải 1983–84 đội bóng vào chung kết FA Vase, đánh bại Stamford với tỷ số 3–2. Mùa giải đó cũng chứng kiến họ vô địch East Anglian Cup, League Cup và Eastern Floodlit Cup, cũng như đánh bại Coggeshall Town với tỷ số đậm 15–0, thiết lập kỷ lục thắng đậm của giải. Mùa giải 2009–10 họ lần đầu tiên vô địch Essex Senior League, nhưng từ chối lên hạng vì sân Hargrave Park không đáp ứng đủ tiêu chuẩn.

## Cựu cầu thủ đáng chú ú
Các cầu thủ lên chơi ở Football League gồm Gary Hart, đang thi đấu ở Brighton & Hove Albion, Alfie Potter, đầu quân cho Oxford United, Dwight Gayle, thi đấu ở Crystal Palace và Lewis Amos, thi đấu chuyên nghiệp ở Mỹ cho Northern Virginia Royals và Tulsa Revolution.

## Danh hiệu
- FA Vase
  - Vô địch 1983–84
- Essex Senior League
  - Vô địch 2009–10
  - League Cup Vô địch 1983–84
- East Herts League
  - Vô địch 1934–35
- East Anglian Cup
  - Vô địch 1983–84
- Eastern Floodlit Cup
  - Vô địch 1983–84
- Stansted & District Challenge Cup
  - Vô địch 1913–14, 1921–22

## Kỉ lục
- Vị thứ cao nhất giải đấu: Thứ 1 ở Essex Senior League, 2009–10
- Thành tích tốt nhất tại FA Cup : Vòng loại 3, 1996–97
- Thành tích tốt nhất tại FA Vase : Vô địch, 1983–84
- Số khán giả đến cổ vũ đông nhất: 828 với Whickham, FA Vase, 1983–84[1]